# Elizabeth Barker
Pour les articles homonymes, voir Barker.
Elizabeth Jean Barker, baronne Barker (née le 31 janvier 1961) est membre libéral démocrate de la Chambre des lords.

## Biographie
Elle fait ses études à Dalziel High School, une école secondaire à Motherwell, en Écosse. Elle étudie à l'Université de Southampton.
Elle travaille pour Age Concern entre 1983 et 2007. Elle est créée pair à vie avec le titre de baronne Barker, d'Anagach dans les Highlands, le 31 juillet 1999 et est porte-parole libéral démocrate sur le secteur bénévole et l'entreprise sociale.
Barker révèle dans un discours à la Chambre des lords qu'elle est dans une relation homosexuelle lors de l'adoption de la loi de 2013 sur le mariage (couples de même sexe). Depuis, elle est devenue patronne de Opening Doors London, une organisation caritative fournissant un soutien aux personnes LGBT plus âgées et ambassadrice de l'Albert Kennedy Trust.